# 800-km-Rennen von Jerez 1988

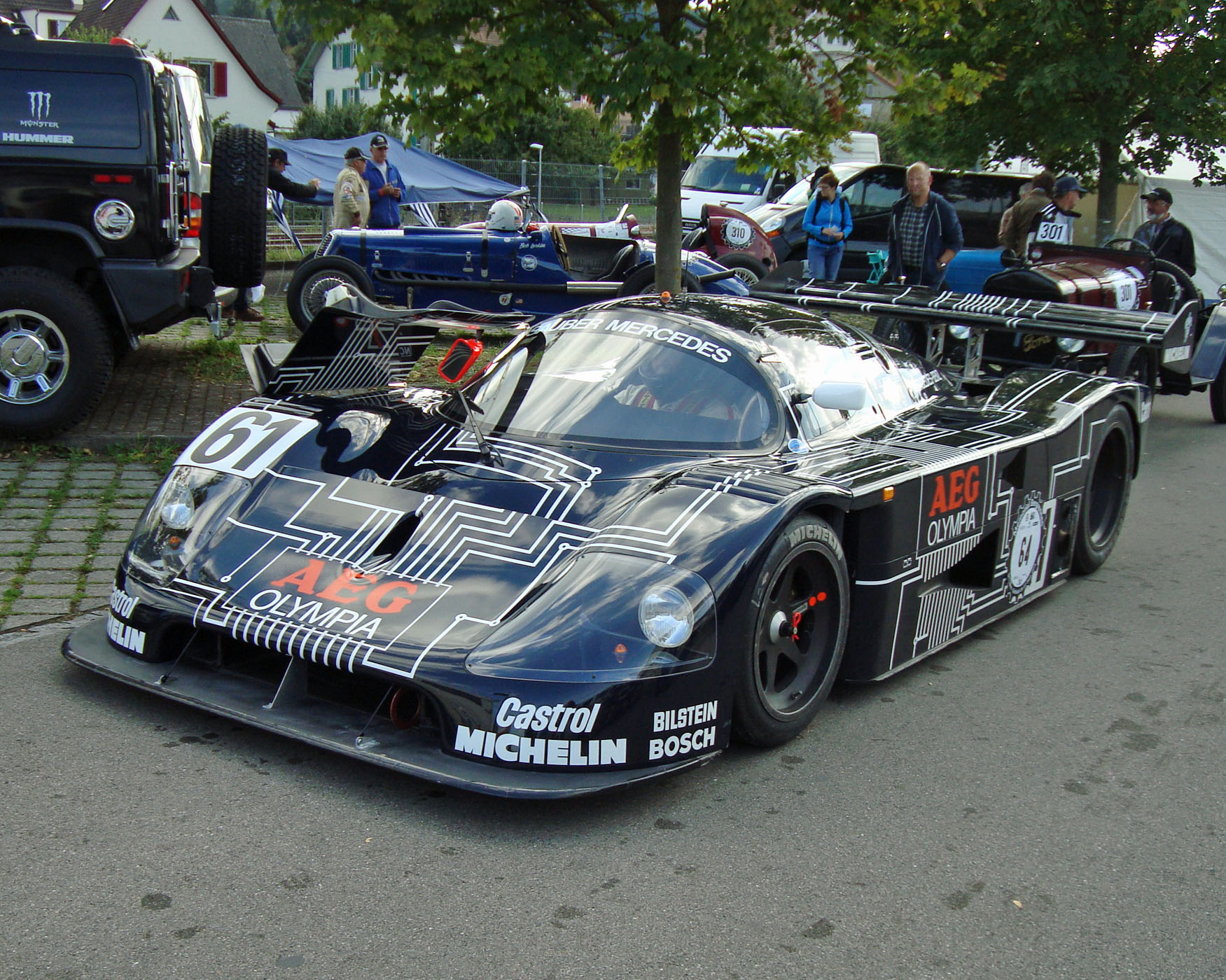
Sauber C9

Das 800-km-Rennen von Jerez 1988, auch Jerez 800 Kilometres, Jerez, fand am 6. März auf dem Circuito de Jerez statt und war der erste Wertungslauf der Sportwagen-Weltmeisterschaft dieses Jahres.

## Das Rennen
Sowohl das Schweizer Sauber-Team als auch die britische Jaguar-Mannschaft hatten vor dem Saisonstart ausgiebige Testfahrten auf dem Circuit de Jerez durchgeführt. Beide Teams kamen bestens vorbereitet zur Veranstaltung und lieferten sich den vom Publikum erwarteten Zweikampf um den Gesamtsieg. Die Entscheidung um den Rennsieg fiel durch einen Fahrfehler von Andy Wallace im führenden Jaguar, der beim Überrunden einen Dreher produzierte und dabei fast eine ganze Runde verlor. Im Ziel fehlten Wallace und seinen Teamkollegen John Nielsen und John Watson 24 Sekunden auf den Sauber von Jean-Louis Schlesser, Mauro Baldi und Jochen Mass.

## Ergebnisse

### Schlussklassement
| 1               | C1 | 61  | Team Sauber Mercedes        | Jean-Louis Schlesser Mauro Baldi Jochen Mass        | Sauber C9             | 190 |
| 2               | C1 | 3   | Jaguar Silk Cut             | John Nielsen John Watson Andy Wallace               | Jaguar XJR-9          | 190 |
| 3               | C1 | 7   | Joest Racing                | Bob Wollek Klaus Ludwig                             | Porsche 962C          | 188 |
| 4               | C1 | 14  | Richard Lloyd Racing        | James Weaver Derek Bell                             | Porsche 962C GTi      | 184 |
| 5               | C1 | 8   | Joest Racing                | Frank Jelinski Louis Krages                         | Porsche 962C          | 183 |
| 6               | C1 | 5   | Brun Motorsport             | Manuel Reuter Uwe Schäfer                           | Porsche 962C          | 183 |
| 7               | C2 | 111 | Spice Engineering           | Gordon Spice Ray Bellm                              | Spice SE88C           | 180 |
| 8               | C2 | 121 | GP Motorsport               | Costas Los Philippe de Henning                      | Spice SE87C           | 178 |
| 9               | C1 | 40  | Swiss Team Salamin          | Antoine Salamin Enzo Calderari                      | Porsche 962C          | 174 |
| 10              | C2 | 107 | Chamberlain Engineering     | Claude Ballot-Léna Jean-Louis Ricci                 | Spice SE88C           | 173 |
| 11              | C2 | 117 | Team Lucky Strike Schanche  | Will Hoy Martin Schanche                            | Argo JM19C            | 172 |
| 12              | C1 | 4   | Brun Motorsport             | Massimo Sigala Oscar Larrauri                       | Porsche 962C          | 167 |
| 13              | C2 | 123 | Charles Ivey Racing         | Wayne Taylor Tim Harvey                             | Tiga GC287            | 167 |
| 14              | C2 | 109 | Kelmar Racing               | Ranieri Randaccio Paolo Ciafardoni Maurizio Gellini | Tiga GC85             | 165 |
| 15              | C2 | 106 | Kelmar Racing               | Pasquale Barberio Vito Veninata                     | Tiga GC85             | 133 |
| Nicht klassiert |    |     |                             |                                                     |                       |     |
| 16              | C2 | 115 | ADA Engineering             | Steve Kempton Dudley Wood Johnny Herbert            | ADA 03                | 131 |
| Ausgefallen     |    |     |                             |                                                     |                       |     |
| 17              | C1 | 1   | Silk Cut Jaguar             | Martin Brundle Eddie Cheever                        | Jaguar XJR-9          | 139 |
| 18              | C1 | 2   | Silk Cut Jaguar             | Jan Lammers Johnny Dumfries                         | Jaguar XJR-9          | 132 |
| 19              | C2 | 103 | Spice Engineering           | Thorkild Thyrring Almo Coppelli                     | Spice SE88C           | 131 |
| 20              | C2 | 177 | Louis Descartes             | Gérard Tremblay Sylvain Boulay Louis Descartes      | ALD 03                | 130 |
| 21              | C1 | 6   | Brun Motorsport             | Jesús Pareja Walter Brun                            | Porsche 962C          | 44  |
| 22              | C2 | 101 | Dollop Racing               | Jean-Pierre Frey Nicola Marozzo                     | Argo JM19B            | 44  |
| 23              | C2 | 127 | Chamberlain Engineering     | Graham Duxbury Nick Adams                           | Spice SE86C           | 15  |
| Nicht gestartet |    |     |                             |                                                     |                       |     |
| 24              | C2 | 172 | Automobiles Louis Descartes | Pierre Yver Bruno Sotty                             | ALD 04                | 1   |
| 25              | C2 | 188 | Ark Racing                  | Max Payne Max Cohen-Olivar                          | Ceekar 83J-1          | 2   |
| 26              | C1 | 61T | Team Sauber Mercedes        | Jean-Louis Schlesser Mauro Baldi Jochen Mass        | Sauber-Mercedes C9/88 | 3   |

1 Unfall im Training
2 Unfall im Training
3 Trainingswagen

### Nur in der Meldeliste
Hier finden sich Teams, Fahrer und Fahrzeuge, die ursprünglich für das Rennen gemeldet waren, aber aus den unterschiedlichsten Gründen daran nicht teilnahmen.
| Pos. | Klasse | Nr. | Team                         | Fahrer                     | Chassis          |
| ---- | ------ | --- | ---------------------------- | -------------------------- | ---------------- |
| 27   | C1     |     | Walter Lechner Racing School |                            | Porsche 962C     |
| 28   | C1     | 10  | Kremer Racing                | Kris Nissen Volker Weidler | Porsche 962C     |
| 29   | C1     | 15  | Richard Lloyd Racing         | Derek Bell James Weaver    | Porsche 962C GTi |

### Klassensieger
| Klasse | Fahrer               | Fahrer      | Fahrer      | Fahrzeug              | Platzierung im Gesamtklassement |
| ------ | -------------------- | ----------- | ----------- | --------------------- | ------------------------------- |
| C1     | Jean-Louis Schlesser | Mauro Baldi | Jochen Mass | Sauber-Mercedes C9/88 | Gesamtsieg                      |
| C2     | Gordon Spice         | Ray Bellm   |             | Spice SE88C           | Rang 7                          |

### Renndaten
- Gemeldet: 29
- Gestartet: 23
- Gewertet: 15
- Rennklassen: 2
- Zuschauer: unbekannt
- Wetter am Renntag: warm und trocken
- Streckenlänge: 4,218 km
- Fahrzeit des Siegerteams: 5:18:03,150 Stunden
- Gesamtrunden des Siegerteams: 190
- Gesamtdistanz des Siegerteams: 801,420 km
- Siegerschnitt: 151,186 km/h
- Pole Position: Jean-Louis Schlesser – Sauber C9 (#62) – 1:28,670 = 171,251 km/h
- Schnellste Rennrunde: unbekannt
- Rennserie: 1. Lauf zur Sportwagen-Weltmeisterschaft 1988